# Saal (Meklemburgia-Pomorze Przednie)
Saal (pol. Żale) – miejscowość i gmina w Niemczech, wchodząca w skład urzędu Barth w powiecie Vorpommern-Rügen, w kraju związkowym Meklemburgia-Pomorze Przednie.
1 stycznia 2014 do gminy przyłączono gminę Bartelshagen II b. Barth, która stała się jednocześnie jej dzielnicą.